# Zlatý klas
Zlatý klas byl pravidelně se konající turnaj ledního hokeje v Českých Budějovicích v tehdejším Československu. První ročník turnaje se konal v roce 1970, poslední ročník v roce 1989. Celkem se konalo 20 ročníků.

## Vítězové Zlatého klasu
| Ročník     | Rok            | Vítěz                   |
| ---------- | -------------- | ----------------------- |
| 1. ročník  | 1970 - Detaily | Motor České Budějovice  |
| 2. ročník  | 1971 - Detaily | Motor České Budějovice  |
| 3. ročník  | 1972 - Detaily | Motor České Budějovice  |
| 4. ročník  | 1973 - Detaily | Motor České Budějovice  |
| 5. ročník  | 1974 - Detaily | Sibir Novosibirsk       |
| 6. ročník  | 1975 - Detaily | Sibir Novosibirsk       |
| 7. ročník  | 1976 - Detaily | Krystall Saratov        |
| 8. ročník  | 1977 - Detaily | Motor České Budějovice  |
| 9. ročník  | 1978 - Detaily | ČSSR                    |
| 10. ročník | 1979 - Detaily | ČSSR                    |
| 11. ročník | 1980 - Detaily | ČSSR                    |
| 12. ročník | 1981 - Detaily | TJ Sparta ČKD Praha     |
| 13. ročník | 1982 - Detaily | ČSSR                    |
| 14. ročník | 1983 - Detaily | ČSSR                    |
| 15. ročník | 1984 - Detaily | Motor České Budějovice  |
| 16. ročník | 1985 - Detaily | Salavat Julajev Ufa     |
| 17. ročník | 1986 - Detaily | Motor České Budějovice  |
| 18. ročník | 1987 - Detaily | Motor České Budějovice  |
| 19. ročník | 1988 - Detaily | Motor České Budějovice  |
| 20. ročník | 1989 - Detaily | Sportbund DJK Rosenheim |

## Počet titulů Zlatého klasu
| Počet titulů | Klub                    | Sezóny                                               |
| ------------ | ----------------------- | ---------------------------------------------------- |
| 9 titulů     | Motor České Budějovice  | 1970, 1971, 1972, 1973, 1977, 1984, 1986, 1987, 1988 |
| 5 titulů     | ČSSR                    | 1978, 1979, 1980, 1982, 1983                         |
| 2 tituly     | Sibir Novosibirsk       | 1974, 1975                                           |
| 1 titul      | Krystall Saratov        | 1976                                                 |
| 1 titul      | TJ Sparta ČKD Praha     | 1981                                                 |
| 1 titul      | Salavat Julajev Ufa     | 1985                                                 |
| 1 titul      | Sportbund DJK Rosenheim | 1989                                                 |